# Tuwinga
Tuwinga of Tuïnga was een borg ten zuiden van Ten Post in het kerspel Wittewierum. Tegenwoordig vormt de plek onderdeel van de gemeente Groningen in de Nederlandse provincie Groningen. De oostgrens van de borgstee werd gevormd door de huidige B. Kuiperweg. De N865 loopt dwars door het borgterrein.
De borg stond vlak bij de borg Oldenhuis en mogelijk werd Tuwinga na Oldenhuis gesticht, waarna de naam Oldenhuis in zwang kwam ter onderscheiding van Tuwinga. Volgens een legende waren er tot 1631 diepgaande ruzies tussen de borgheren van Tuwinga en Oldenhuis over met name het gebruik van de weg tussen Ten Post en Wittewierum, die soms uitmondden in geweld. Hiervan zijn echter geen historische bewijzen overgeleverd.

## Geschiedenis
In de eerste helft van de 15e eeuw komt ene Edze Tuwinga (Tuwinghe) voor die bezittingen had in Ten Post en overleed tussen 1452 en 1454. Hij had een eigen zegel, wat erop kan wijzen dat het toen al een edele heerd vormde. Edzes dochter Bywe trouwde met Egbert Rengers, waardoor de familie Rengers eigenaar van Tuwinga werd. Zijn zoon Johan Rengers liet zich tot woede van de stad Groningen in 1499 door Albrecht van Saksen belenen met Ten Post, Garrelsweer, Hellum, Schildwolde, Siddeburen en de helft van Slochteren, waarop de Groningers zijn huis in Ten Post in hetzelfde jaar dael smeten (platgegooid), wat in elk geval betekent dat het werd geplunderd, maar mogelijk werd Tuwinga ook deels verwoest. Een paar jaar later werd het hersteld. In 1501 overleed zijn vader. In 1512 kocht Johan ook Oldenhuis van zijn neef Detmer. Tuingeheerd werd daarop met alle husinge boven en beneden en de bij het huis behorende appelhof, heminge met de weerde en weilanden verhuurd. Na zijn dood in 1539 verkreeg zijn zoon Edzard Rengers Tuwinga. Edzard Rengers was een vooraanstaand Ommelander, die onder andere in 1550 meeschreef aan het ontwerp voor het Ommelander Landrecht. Na zijn huwelijk met Hisse Tuinga noemde hij zich voortaan Edzard Rengers van Ten Post.
Tuwinga ontsnapte niet aan de Tachtigjarige Oorlog. In 1568 legerde Jan van Ligne 600 Duitse soldaten bij Tuwinga aan de vooravond van de Slag bij Heiligerlee. In 1577 werden Edzard Rengers en zijn zoon Johan Rengers van Ten Post met een aantal andere belangrijke Ommelander heren een tijdlang gevangengenomen. Edzard en Johan zaten eerst vast op Tuwinga en vervolgens in het huis van Dr. Westendorp bij de Martinikerk. Pas op 15 september 1578 wisten ze weer vrij te komen. In 1580, na het Verraad van Rennenberg, week Johan uit naar Oost-Friesland, waar hij zijn bekende kroniek schreef. Zijn vader Edzard overleed dat jaar. In 1581 en 1590 werden opnieuw troepen bij de borg gelegerd. Na de reductie van Groningen in 1594 keerde Johan Rengers van Ten Post terug naar Tuwinga vanuit zijn ballingsoord en werd later achtereenvolgens lid van de Staten van de Ommelanden, de Staten Generaal en de Raad van State. Na zijn dood in 1626 erfde zijn zoon Edzard Rengers de borg en kocht Oldenhuis in 1631. Zijn zoon Egbert erfde beide borgen na zijn dood in 1652.
Tot dan was de Tuwingaborg een gebouw met trapgevels geweest. Egbert Rengers liet Tuwinga echter moderniseren en vergroten naar de wensen van zijn tijd. Het gebouw kreeg een nieuw dak met twee torentjes (later werden dit er drie) en een uitbouw. In 1652 liet hij een nieuwe houten hamei bouwen. Na zijn dood in 1663 volgde zijn zoon Edzard hem op als borgheer van Tuwinga en Oldenhuis. Edzard kocht echter in 1693 het Huis te Farmsum en ging daar wonen. Het schathuis werd daarop verhuurd, maar de borg bleef ter beschikking van de familie staan. Oldenhuis werd vervolgens gesloopt. Vanaf 1742 werd Tuwinga echter voor lange tijd verhuurd aan verschillende pachters. Toen het vinden van nieuwe pachters echter steeds moeilijker werd, liet nazaat Duco Gerrold Rengers in 1788 uiteindelijk de borg op afbraak verkopen. Het goed wordt dan omschreven als "de borg met de huisjes en het muurwerk daar rondom in de gracht alsmede de fundamenten in zoverre de koper ze verkiest uit te breken, de beide schathuizen met hun muurwerk in de grachten, met de fundamenten als voren, de straat tussen de schathuizen met het muurwerk in de grachten, uitgezonderd de duivenkast, de dam en het hek voor aan de weg, verder alle losse goederen in de borg met uitzondering van twee stukjes zerk, op een waarvan het wapen Rengers staat".
De borg werd waarschijnlijk daarop tussen 1788 en 1789 afgebroken. In 1790 werden de singels gekapt en verkocht en in 1792 werd de binnengracht gedempt en de singels geslecht. De borghof werd omgevormd tot een appelhof. Later werd het geheel verhuurd en omgevormd tot weidegebied. De buitengrachten werden later ook gedempt. Er werden twee boerderijen gebouwd, die later werden samengevoegd tot een boerderij. In de jaren 1930 werd de Woldjerweg (de latere N865) over het borgterrein aangelegd.

## Afbeeldingen

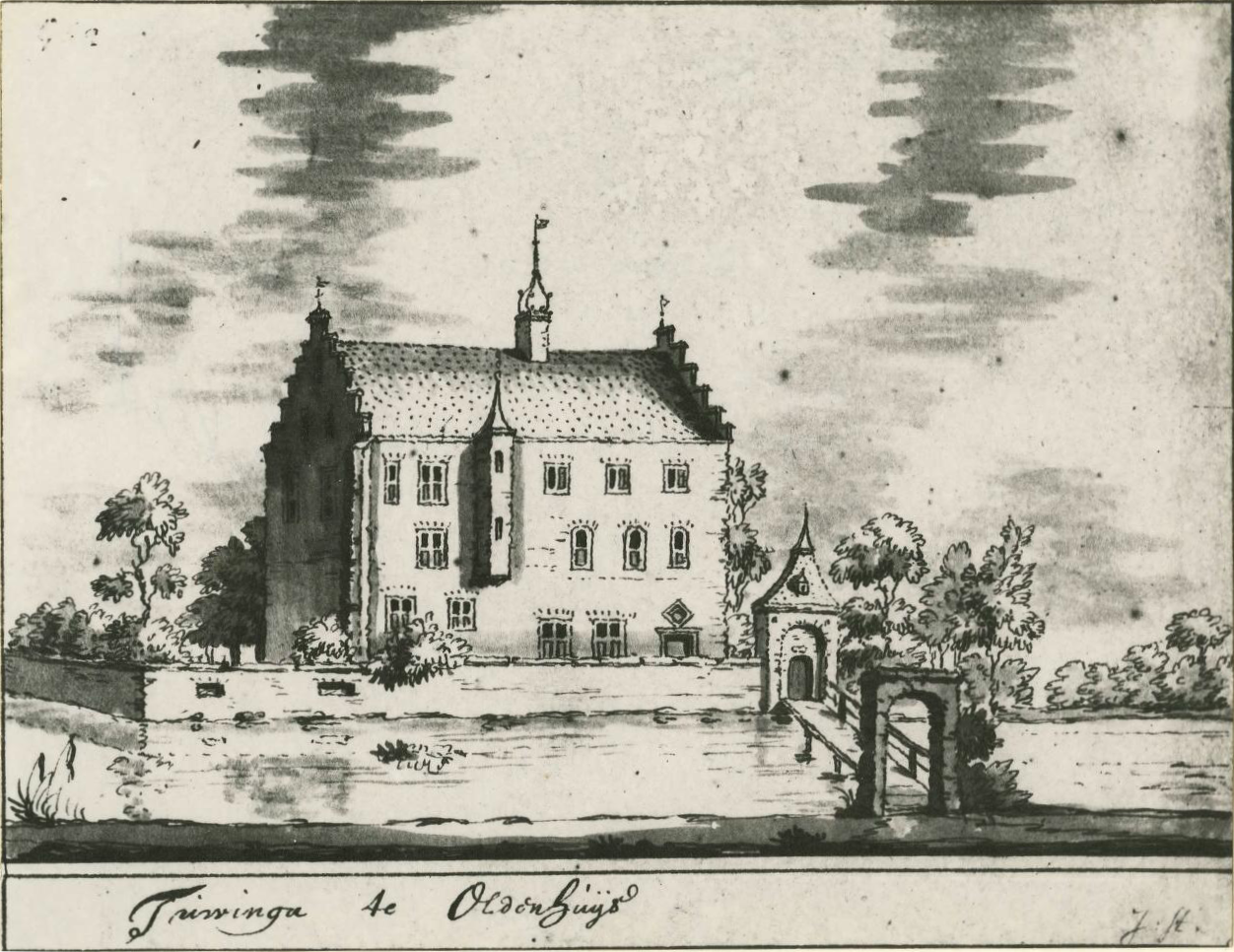
Tuwinga op de tekening van Jacobus Stellingwerff in de 17e eeuw, voor de verbouwing. Een soortgelijke tekening werd gemaakt door Andries Schoemaker.
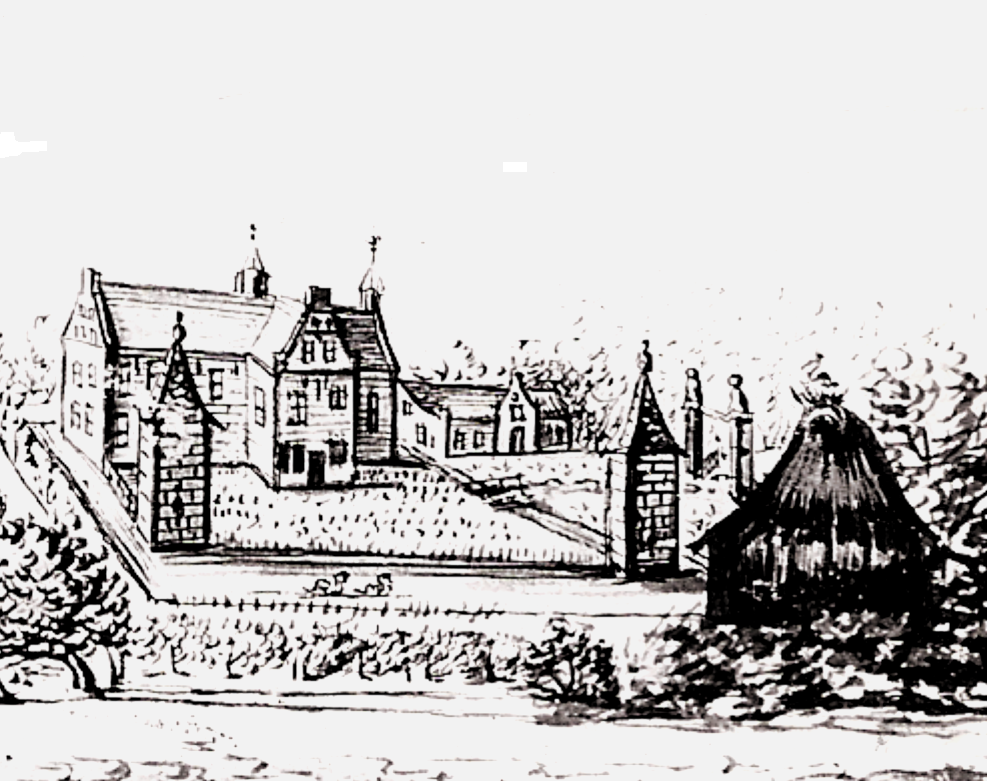
Tuwinga na de verbouwing op een 17e-eeuwse tekening uit het huisarchief van Hora Siccama
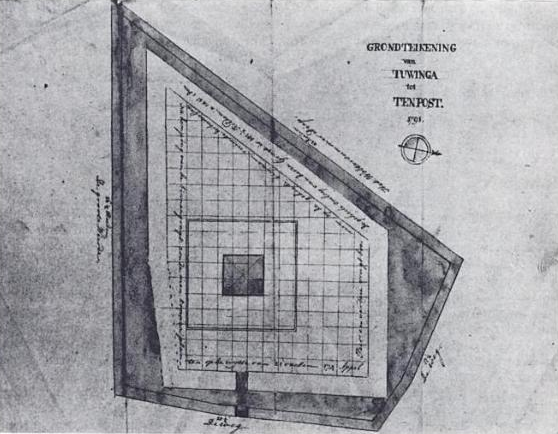
Borgterrein van Tuwinga na de sloop in 1791
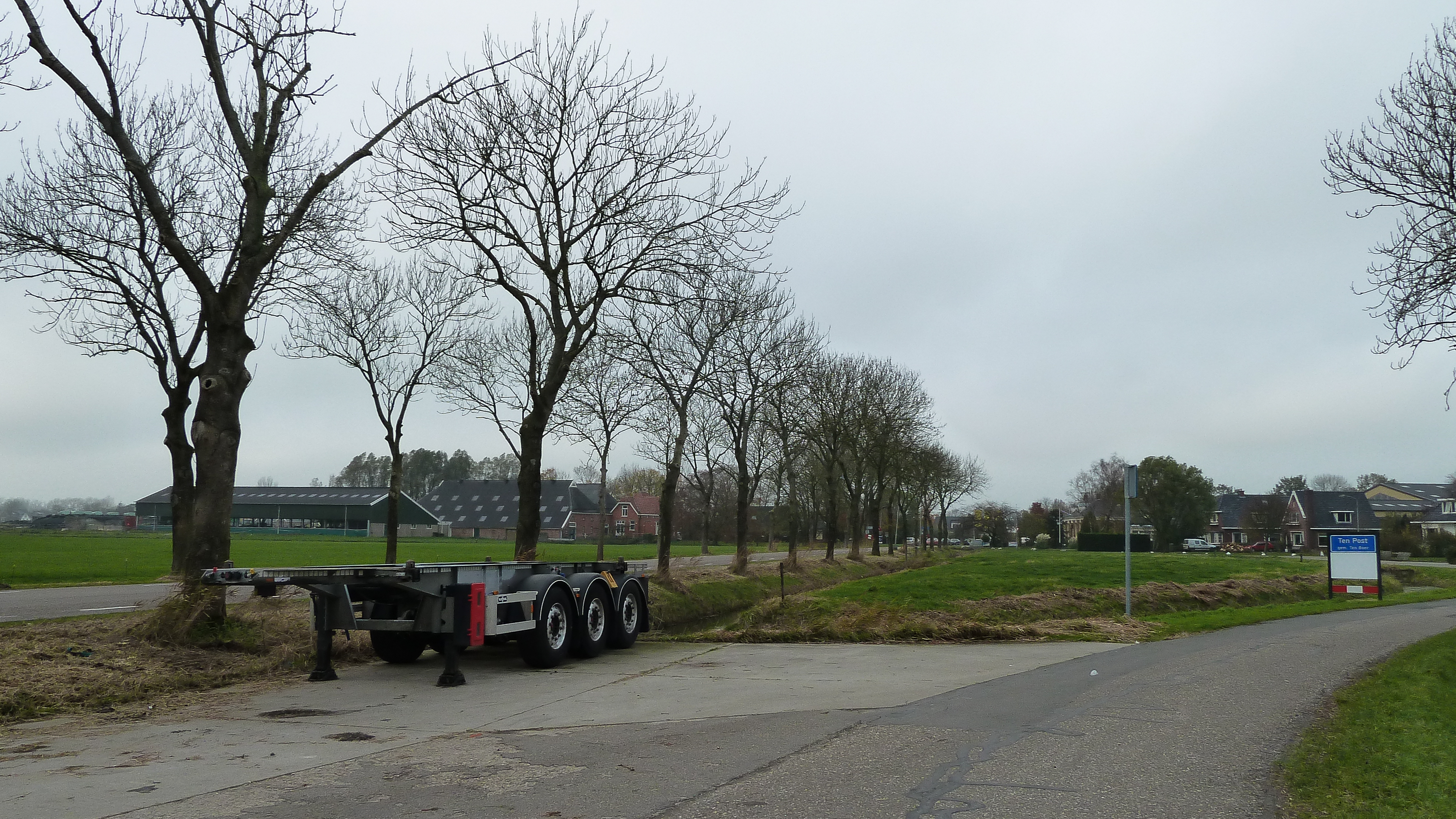
Het voormalige borgterrein van Tuwinga in de richting van Ten Post met rechts de B. Kuiperweg, in het midden de N865 en links het westelijke deel van het voormalige borgterrein